# L'Île-Bouchard
L'Île-Bouchard è un comune francese di 1 793 abitanti situato nel dipartimento dell'Indre e Loira nella regione del Centro-Valle della Loira.

## Società

### Evoluzione demografica
Abitanti censiti